# Mallerey
Mallerey est une ancienne commune française située dans le département du Jura en région Bourgogne-Franche-Comté, devenue le 1er janvier 2017 une commune déléguée au sein de la commune nouvelle de Trenal,.

## Géographie

### Localisation
Mallerey fait partie de la région naturelle du Revermont.

## Politique et administration

### Rattachements administratifs
Mallerey faisait partie de la Communauté de communes Sud-Revermont jusqu'au 31 décembre 2016

### Liste des maires
| Période    | Période       | Identité             | Étiquette | Qualité       |
| ---------- | ------------- | -------------------- | --------- | ------------- |
| avant 1988 | ?             | Jean-Noël Mouligneau | PCF       |               |
| mars 2001  | mars 2014     | Monique Mouligneau   | DVG       |               |
| mars 2014  | décembre 2016 | Michaël Pernin       | SE        | Fonctionnaire |

| Période      | Période  | Identité | Étiquette | Qualité |
| ------------ | -------- | -------- | --------- | ------- |
| janvier 2017 | En cours |          |           |         |

## Population et société

### Démographie
L'évolution du nombre d'habitants est connue à travers les recensements de la population effectués dans la commune depuis 1793. À partir du 1er janvier 2009, les populations légales des communes sont publiées annuellement dans le cadre d'un recensement qui repose désormais sur une collecte d'information annuelle, concernant successivement tous les territoires communaux au cours d'une période de cinq ans. 
Pour les communes de moins de 10 000 habitants, une enquête de recensement portant sur toute la population est réalisée tous les cinq ans, les populations légales des années intermédiaires étant quant à elles estimées par interpolation ou extrapolation. Pour la commune, le premier recensement exhaustif entrant dans le cadre du nouveau dispositif a été réalisé en 2006,.
En 2014, la commune comptait 67 habitants, en évolution de +4,69 % par rapport à 2009 (Jura : −0,23 %, France hors Mayotte : +2,49 %).
| 1793 | 1800 | 1806 | 1821 | 1831 | 1836 | 1841 | 1846 | 1851 |
| ---- | ---- | ---- | ---- | ---- | ---- | ---- | ---- | ---- |
| 123  | 131  | 111  | 132  | 146  | 134  | 132  | 155  | 138  |

| 1856 | 1861 | 1866 | 1872 | 1876 | 1881 | 1886 | 1891 | 1896 |
| ---- | ---- | ---- | ---- | ---- | ---- | ---- | ---- | ---- |
| 121  | 118  | 118  | 119  | 121  | 123  | 138  | 119  | 118  |

| 1901 | 1906 | 1911 | 1921 | 1926 | 1931 | 1936 | 1946 | 1954 |
| ---- | ---- | ---- | ---- | ---- | ---- | ---- | ---- | ---- |
| 141  | 120  | 116  | 96   | 86   | 84   | 75   | 74   | 71   |

| 1962 | 1968 | 1975 | 1982 | 1990 | 1999 | 2006 | 2011 | 2014 |
| ---- | ---- | ---- | ---- | ---- | ---- | ---- | ---- | ---- |
| 67   | 63   | 55   | 45   | 65   | 59   | 65   | 62   | 67   |